# Thaumastosoma tenue
Thaumastosoma tenue là một loài chân đều trong họ Nannoniscidae. Loài này được Hessler miêu tả khoa học năm 1970.